# 広島東警察署

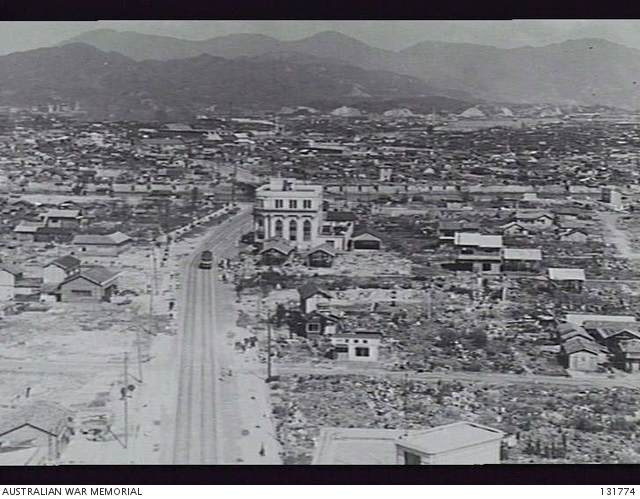
1946年相生通りを東方向へ望む。白色の建物が当時県警、旧銀山町支店。

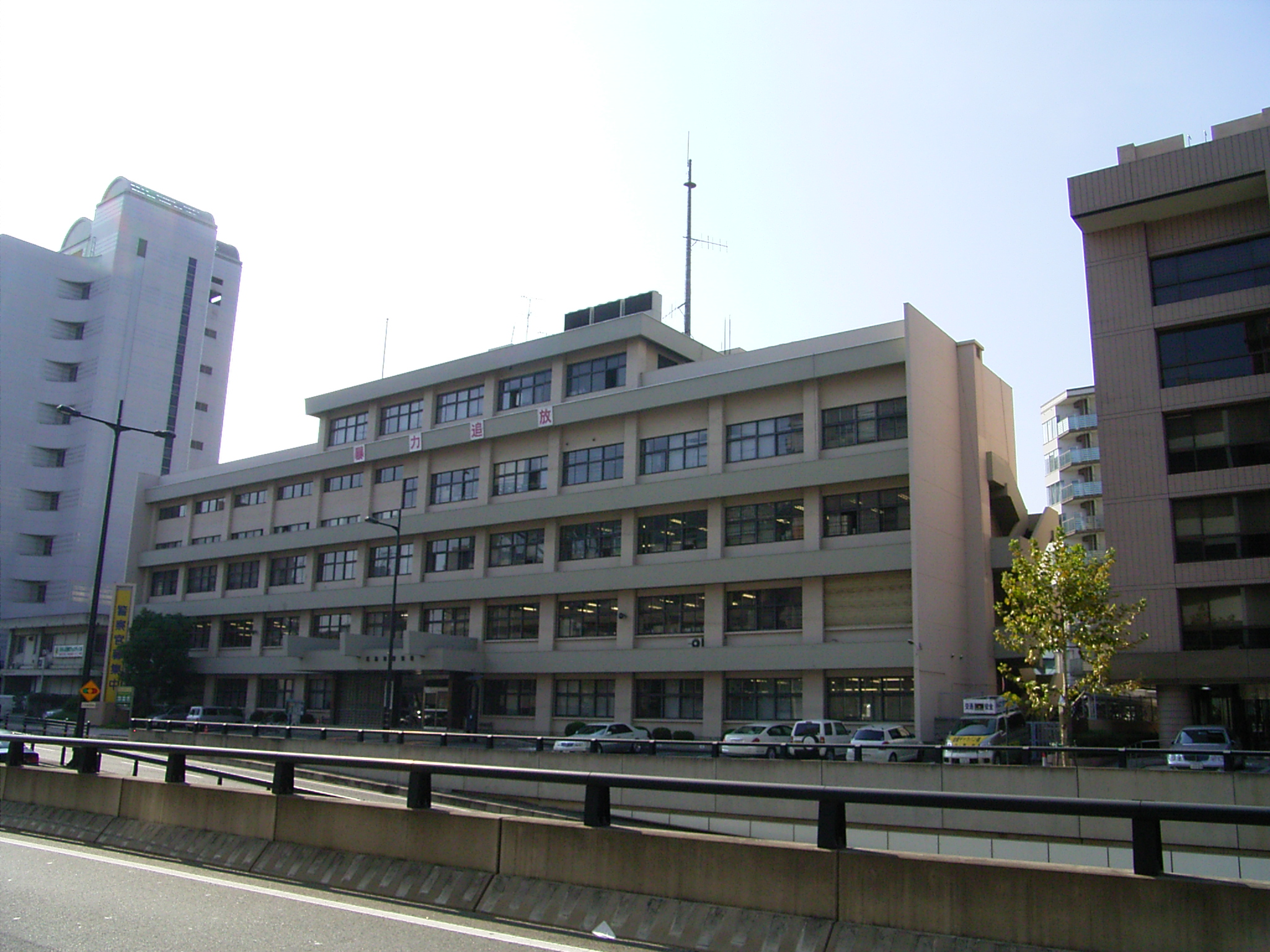
2018年8月までの署建物

広島東警察署（ひろしまひがしけいさつしょ）は、広島県警察が管轄する警察署の一つである。県内の大規模署であり、署長は警視正。

## 所在地
- 広島市東区二葉の里三丁目4番22号
  - 2018年8月31日までの所在地は広島県広島市中区富士見町11番13号であった。

## 管轄区域
- 広島市東区
- 安芸郡府中町

## 沿革
- 1880年4月 広島市京橋町（現在の広島市南区京橋町）に広島警察署京橋分署として設置される。
- 1884年7月 広島警察署京橋交番署に降格。
- 1894年10月 広島警察署京橋分署に昇格。
- 1915年11月 東警察署に改称。
- 1945年7月 第二次世界大戦の空襲激化の観点から、広島市下柳町（現在の広島市中区銀山町）の藝備銀行下柳町支店（現在の広島銀行銀山町支店、ハイビル21）を借り移転。
- 1945年8月6日 原爆被災。同月7日から20日まで臨時広島県庁舎として機能した。
- 1948年1月 自治体警察である広島市警察局の設置に伴い、広島市東警察署と改称。
- 1949年10月 広島市稲荷町（現在の広島市南区稲荷町）に移転。
- 1950年7月 新警察法の公布に伴い広島県警察が発足。広島県広島東警察署に改称。
- 1970年6月 広島市富士見町（現在の広島市中区富士見町）に移転。
- 1981年4月 海田警察署から広島市東区の一部（1974年11月1日に編入合併された旧安芸郡安芸町の区域）を移管。
- 1987年9月1日 広島市東区（北部）を広島中央警察署へ移管。海田警察署から安芸郡府中町を移管。
- 2004年4月1日 広島市中区の一部を広島中央警察署へ移管。広島中央警察署から広島市東区（北部）を移管。
- 2013年4月11日 広島市東区二葉の里の再開発地区（広島駅新幹線口北）に移転整備することを決定[1]。別の報道では、移転に合わせて担当区域の見直しがされる報道もある[2]。
- 2013年9月2日 中区のうち広島市道御幸橋三篠線（中央通り・御幸橋西詰通り）以東かつ平和大通り以北相生通り以南の管轄を広島中央警察署に移管[3]。
- 2018年9月1日 広島市中区富士見町11番13号から同市東区二葉の里三丁目4番22号に移転。中区分（宝町交番の受け持ち区域）の管轄を広島中央警察署に、南区分（荒神交番・比治山交番・広島駅交番（広島市東区上大須賀町を除く）の受け持ち区域）の管轄を広島南警察署にそれぞれ移管。また愛宕町交番を広島東警察署内に移転し署所在地に改称。広島駅交番の受け持ち区域のうち広島市東区上大須賀町を署所在地に移管[4]。

## 交番
（）の中は所在地。
- 署所在地（広島市東区二葉の里三丁目（広島東警察署内））
  - 広島市東区のうち曙一丁目 - 五丁目、愛宕町、尾長西一丁目・二丁目、尾長東一丁目 - 三丁目、尾長町、上大須賀町、東蟹屋町、東山町、光が丘、光町一丁目・二丁目、二葉の里一丁目 - 三丁目、矢賀町、山根町、若草町
- 牛田交番（広島市東区牛田本町二丁目）
  - 広島市東区のうち牛田旭一丁目・二丁目、牛田新町一丁目 - 四丁目、牛田中一丁目・二丁目、牛田東一丁目 - 四丁目、牛田本町一丁目 - 六丁目、牛田南一丁目・二丁目、牛田山、牛田早稲田一丁目 - 四丁目
- 戸坂交番（広島市東区戸坂出江二丁目）
  - 広島市東区のうち戸坂出江一丁目・二丁目、戸坂大上一丁目 - 四丁目、戸坂くるめ木一丁目・二丁目、戸坂桜上町、戸坂桜西町、戸坂桜東町、戸坂城山町、戸坂新町一丁目 - 三丁目、戸坂数甲一丁目・二丁目、戸坂千足一丁目・二丁目、戸坂惣田一丁目・二丁目、戸坂町、戸坂長尾台、戸坂中町、戸坂南一丁目・二丁目、戸坂山崎町、戸坂山根一丁目 - 三丁目
- 中山交番（広島市東区中山中町）
  - 広島市東区のうち中山鏡が丘、中山上一丁目・二丁目、中山北町、中山新町一丁目 - 三丁目、中山中町、中山西一丁目・二丁目、中山東一丁目 - 三丁目、中山南一丁目・二丁目
- 温品交番（広島市東区温品七丁目）
  - 広島市東区のうち上温品一丁目 - 四丁目、温品一丁目 - 八丁目、温品町
- 福木交番（広島市東区馬木五丁目）
  - 広島市東区のうち馬木一丁目 - 九丁目、馬木町、福田一丁目 - 八丁目、福田町
- 府中交番（安芸郡府中町大通二丁目）
  - 広島市東区のうち矢賀一丁目 - 六丁目、矢賀新町一丁目 - 五丁目
  - 安芸郡府中町のうち石井城一丁目・二丁目、大須一丁目 - 四丁目、大通一丁目 - 三丁目、桜ヶ丘、清水ヶ丘、城ヶ丘、瀬戸ハイム一丁目 - 四丁目、鶴江一丁目・二丁目、浜田本町、本町一丁目 - 五丁目、みくまり一丁目 - 三丁目、宮の町一丁目 - 五丁目、茂陰一丁目、八幡一丁目 - 四丁目、山田一丁目 - 五丁目
- 向洋駅前交番（安芸郡府中町青崎南）
  - 安芸郡府中町のうち青崎中、青崎東、青崎南、鹿籠一丁目・二丁目、新地、千代、浜田一丁目 - 四丁目、緑ヶ丘、茂陰二丁目、桃山一丁目・二丁目、柳ヶ丘